# Jałowiecka Hora

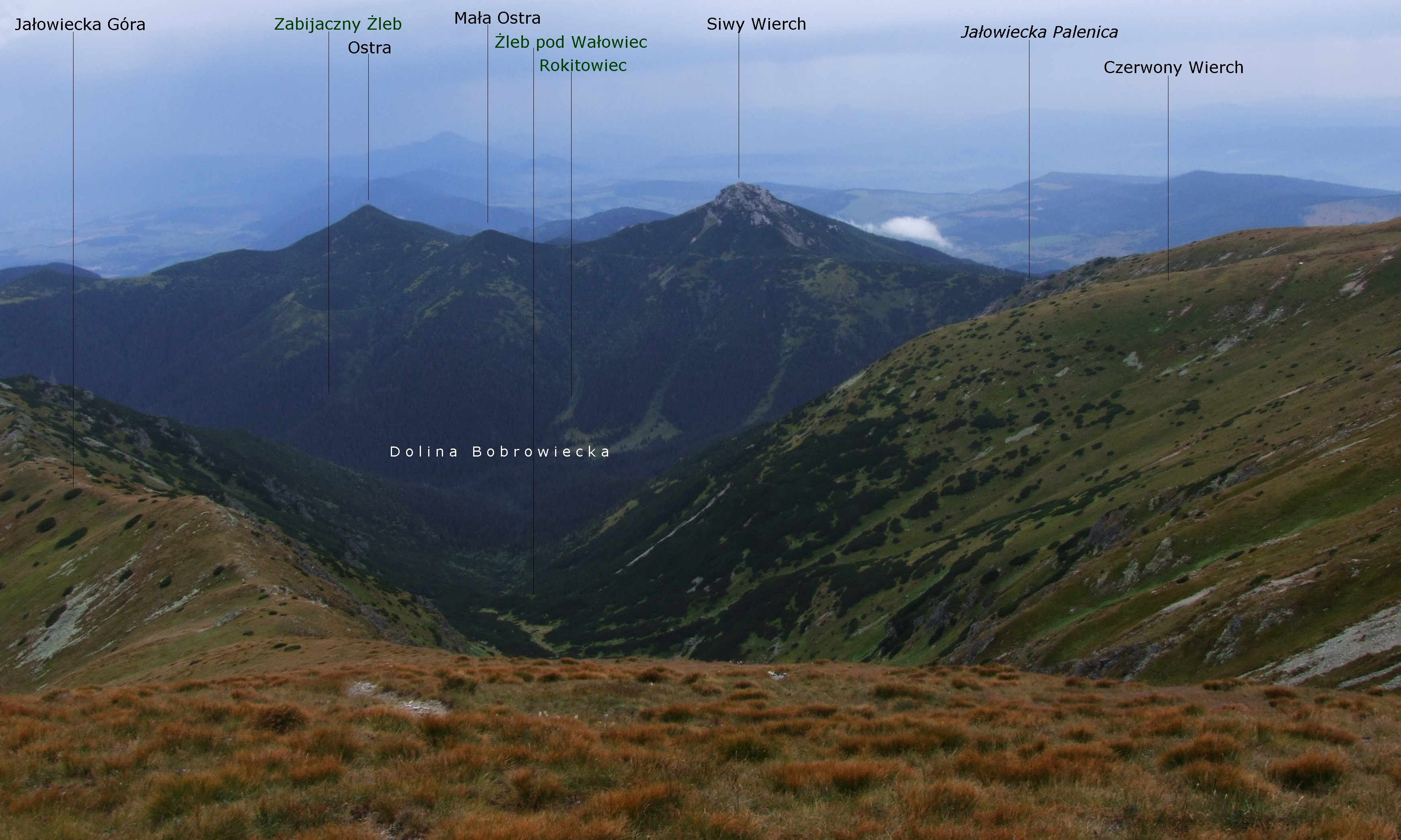
Widok z Małego Salatyna

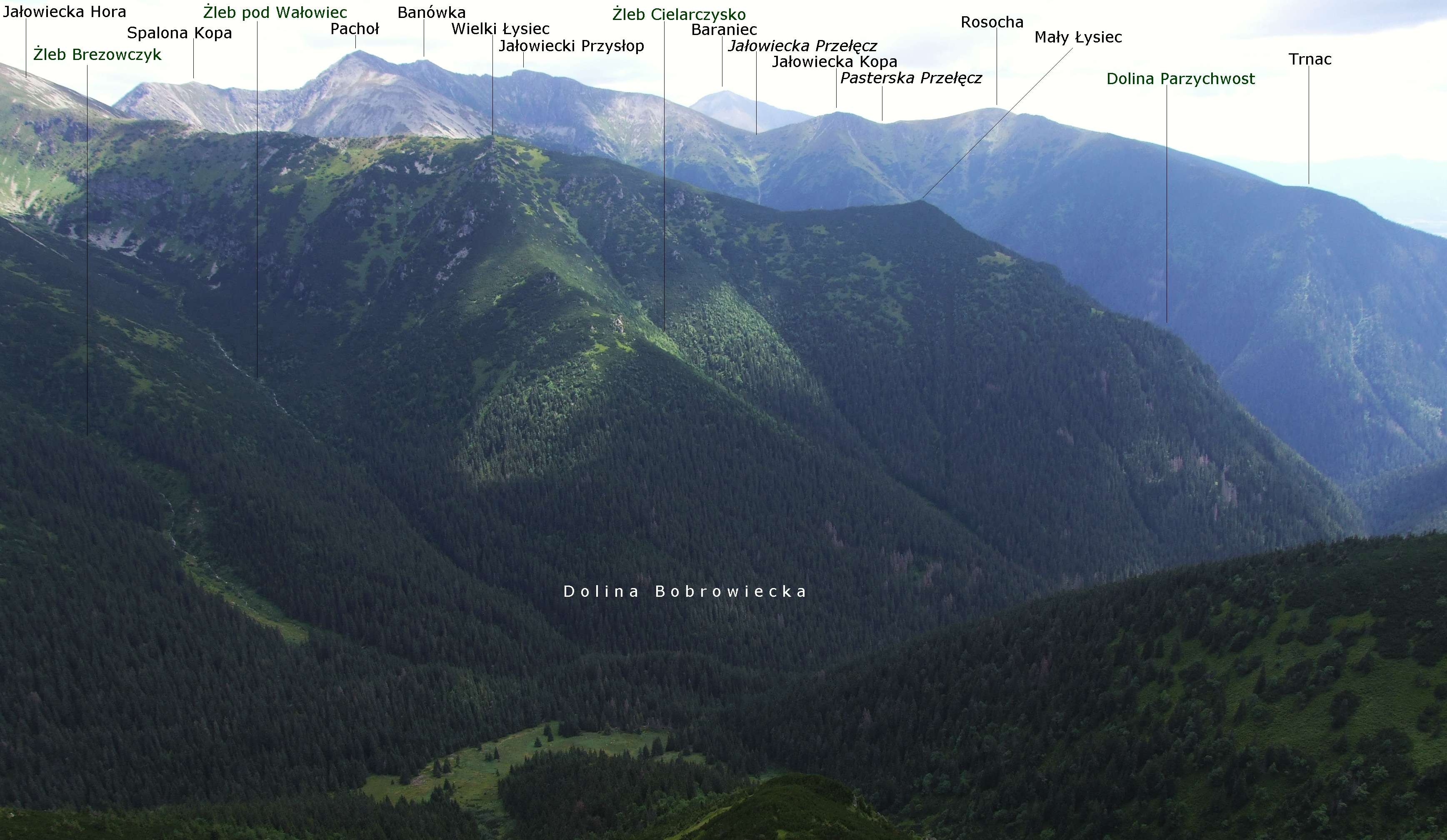
Jałowiecka Hora po lewej stronie Wielkiego Łyśca

Jałowiecka Hora, obecnie nazywana również Jałowiecką Górą (słow. Jalovecká hora) – boczny grzbiet Małego Salatyna w Tatrach Zachodnich. Odgałęzia się od niego i opada w południowo-zachodnim kierunku do dna Doliny Jałowieckiej. Południowe stoki Jałowieckiej Hory opadają do Doliny Głębokiej, północne do Żlebu pod Wałowiec. Półkilometrowej długości grzbiet Jałowieckiej Hory jest niemal płaski i połogo opada od Małego Salatyna (2046 m) do Wielkiego Łyśca (1830 m). Jałowiecka Hora jest trawiasta, dawniej była wypasana, wchodziła w skład dużej Hali Salatyńskiej. Od czasu zniesienia wypasu porasta stopniowo kosodrzewiną. Nie prowadzi przez nią żaden szlak turystyczny.